# Conquista omeya de Hispania
Se conoce como conquista omeya de Hispania, conquista musulmana de Hispania o etapa musulmana inicial de la península ibérica al complejo proceso político y militar que a principios del siglo VIII explica la formación y consolidación de al-Ándalus, así como la génesis de los principales reinos cristianos medievales peninsulares.
La conquista del reino visigodo por dirigentes musulmanes del Califato omeya fue un proceso largo que duró quince años, del 711 al 726, en el que se llegó a tomar la península ibérica y parte del sur de la actual Francia; si bien lo que era el territorio peninsular del reino estaba ya conquistado en el 720 tras diez años del inicio de la conquista. Un poco antes de acabar la conquista del reino visigodo en su parte nororiental, los conquistadores fueron echados de la costa y las montañas de la actual Asturias. Aunque el proceso en total ocupó todo ese tiempo, la cronología no es exacta en cuanto a los años y las fechas, sino solo aproximada, pues las fuentes difieren entre sí.

## Contexto
Un repaso a la historia de las primeras conquistas musulmanas nos hace ver que solo la conquista del actual Magreb fue más costosa (treinta años), pues en otros puntos la acción de los conquistadores musulmanes fue más rápida que en la península: seis años para dominar toda la península arábiga (628 al 634); cuatro años Siria (634 al 638); cinco años Egipto (638 al 643); un año Tripolitania y Cirenaica, Libia (644); seis Mesopotamia (636 a 642) y ocho años Persia (642 al 650).
Lo largo de este proceso de conquista del reino visigodo, que requirió numerosas campañas, constantes refuerzos militares y pactos con núcleos resistentes, se debe a varios motivos: lo escaso de las fuerzas musulmanas que lo conquistaron, los constantes levantamientos entre los visigodos, la difícil orografía del territorio y la fuerte base de asentamiento social del anterior reino visigodo.
Sin embargo, la gran centralización política del reino, la inseguridad causada por bandas de esclavos fugitivos, el empobrecimiento de la hacienda real (especialmente durante el reinado de Witiza) y la pérdida de poder del rey frente a los nobles fueron elementos que facilitaron la acción de los conquistadores, así como el uso de la densa red de calzadas romanas, que aún existían y facilitaban los desplazamientos de su ejército.
Pero el factor quizás más importante para la caída visigoda fue la grave crisis demográfica del reino, que en los últimos veinticinco años había perdido más de un tercio de su población. Esto fue debido a las epidemias de peste y los años de sequía y hambre de finales del siglo VII, especialmente durante el reinado de Ervigio, y que se repitieron también con gran dureza bajo el de Witiza, el antecesor de Rodrigo.
Además, existía una fractura política importante entre dos grandes clanes político-familiares godos en su lucha por el trono, y que llevaba varios decenios dividiendo políticamente el reino y generando constantes problemas. De una parte estaba el clan gentilicio de Wamba-Égica, al que perteneció o al que estaba vinculado Witiza, y de otra el clan de Chindasvinto-Recesvinto, al que pertenecía Rodrigo. Esta situación dividió al estamento aristocrático-militar en dos facciones cada vez más irreconciliables, hasta el punto de considerar alguna historiografía a los witizanos como instigadores e incluso aliados, explícitos u oportunistas, de los musulmanes.
Los conquistadores musulmanes también contaron con el apoyo de parte de la población judía, muy numerosa en la Bética, en la Galia Narbonense y en toda la cuenca mediterránea. Estaba presente principalmente en los centros urbanos, destacando las comunidades de Narbona, Tarragona, Sagunto, Elche, Lucena, Elvira, Córdoba, Mérida, Zaragoza, Sevilla, Málaga y, la capital, Toledo.
La ayuda que los judíos prestaron a los conquistadores se debió a que aquellos, en su mayoría conversos forzados pero fingidos, eran reiteradamente hostigados por la legislación visigoda (con algunas excepciones como bajo los reyes Witerico y Suintila, y contra el criterio de obispos como el cartagenero san Isidoro, obispo de Sevilla, que los defendía). Y sabían, por lo que había ocurrido en el norte de África, que mejoraría su situación al recibir de los gobernantes musulmanes el mismo estatus que la población cristiana.
Hay que tener en cuenta que la mayoría de los judíos habían sido esclavizados bajo el reinado de Égica (excepto los de la Narbonense, con la excusa de que la provincia aún no se había repuesto de la última epidemia de peste), por la acusación de que conspiraban contra el rey con los musulmanes del norte de África. Estos ya habían realizado algunas incursiones en la península, por lo que suscitaba miedo una posible colaboración con ellos para una futura conquista.
Esta idea partía de los informes de los cristianos del norte de África que habían huido de aquella zona y que informaron del apoyo dado a los musulmanes por parte de los judíos de allá, lo cual era lógico dado que su situación allí era también de acoso por el poder bizantino.
Pero, además de los judíos étnicamente puros de la diáspora,[cita requerida] en el norte de África había bereberes que profesaban el judaísmo por proselitismo y mestizaje, muchos de los cuales dieron apoyo a los musulmanes en su conquista y se unieron a ellos (como muchos bereberes cristianos) por lazos de clientela. Verdad o pretexto, esta acusación de traición fue la utilizada contra ellos.
Finalmente, las divisiones dinásticas internas entre los nobles visigodos sobre la sucesión de Witiza facilitaron aún más el desarrollo de la conquista.
Una última precisión, previa al relato de los acontecimientos, es que el reino visigodo tan solo cubría el territorio peninsular y la Septimania en el sur de Francia. Baleares estaba bajo soberanía bizantina y quedó excluida del proceso musulmán de conquista. Siguieron bajo control bizantino algunos años más para pasar después a depender, al menos nominalmente, del reino franco (798) por propia petición para que los defendiera de los ataques musulmanes. Estos ataques continuaron y hubo varios tratados de paz, poco respetados, y cierta sumisión política hasta la conquista por el Emirato de Córdoba entre los años 902 (Ibiza y Mallorca) y 903 (Menorca).

## Antecedentes

### Conquista musulmana en la península ibérica

Mapa representativo de la división del reino visigodo.

El Califato omeya tenía planes de conquista para Hispania desde hacía tiempo, tras la inicial conquista del actual Marruecos por Uqba ibn Nafi al final de 670. De hecho, consta que en el año 687, bajo el reinado de Ervigio, los musulmanes realizaron una primera incursión contra las costas levantinas.
Años de guerra, en los que los musulmanes fueron ocupando poco a poco la totalidad de África del norte, incluyendo los reinos cristiano-bereberes.
Tras los primeros éxitos de los musulmanes, la rebelión bereber contra los conquistadores los expulsó de nuevo hasta Libia, llegando los bereberes a tomar la nueva capital musulmana de Ifriquiya, Qairuán. Los musulmanes, en sucesivas campañas, conquistaron de nuevo estas tierras, e incluso los puertos con ciudades amuralladas que habían permanecido siendo bizantinos; como Cartago, que arrasaron, a pesar de contar con la ayuda de una flota bizantina, a finales del año 697. Y aún tardaron otros ocho años en volver a someter el resto del norte de África, que culminó en el año 705 con la conquista de Tánger. Todo esto obligó a posponer los planes de conquista de Hispania, hasta acabar con dicha rebelión.
Con anterioridad a la invasión de la península ibérica conquistaron Ceuta (710), fortaleza que había sido objeto de constante lucha entre visigodos y bizantinos. Dicha ciudad había vuelto a manos visigodas unos veinte años antes, aprovechando la caída del África bizantina. Según una leyenda muy improbable, Don Julián, gobernador visigodo de Ceuta, cuya hija, la Caba, habría sido violada por Rodrigo, habría proporcionado ayuda logística al ejército musulmán.
Los musulmanes también habían estado reconociendo el terreno, tanteando las costas españolas con breves ataques y saqueando varias ciudades: el primero, ya citado, bajo el reinado de Ervigio, y el último en julio de 710, tras la conquista de Ceuta, con el desembarco de Tarif ben Malluk en la isla de Tarifa y su posterior vuelta al norte de África.
Al parecer, también habían entrado en tratos con los nobles opuestos al rey Rodrigo. No está claro si los nobles leales a los herederos de Witiza (puede que incluso el propio rey Agila II, del que luego hablaremos) pidieron el apoyo musulmán (como hizo Atanagildo con los bizantinos, a quienes dio a cambio una parte del territorio) pero, en todo caso, la división existente benefició a los musulmanes.

### Conflicto interno del reino visigodo

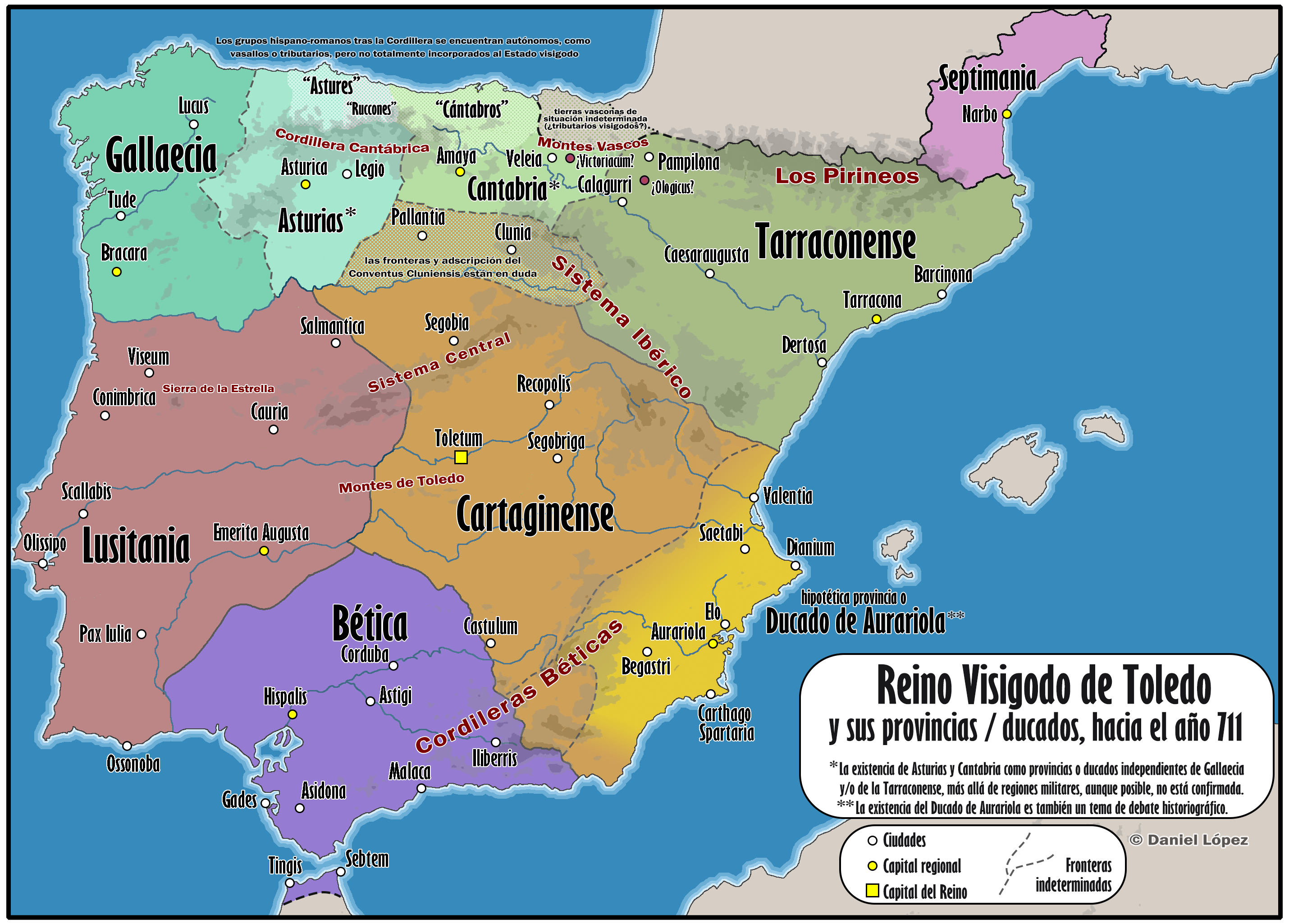
Reino Visigodo antes de la conquista musulmana.

A finales del año 710, Hroþareiks o Rodericus (conocido posteriormente como Rodrigo) dux de la Bética y, al parecer, nieto de Chindasvinto, fue elegido y proclamado rey en Toledo por el Senatus de la aristocracia visigoda, tras la muerte de Witiza. No se sabe con certeza si se había sublevado previamente contra dicho rey, venciéndolo, pero sí que consiguió la mayoría de los apoyos en la asamblea electoral de los nobles. Era, por tanto, el rey legítimo, según el derecho visigodo.
Sin embargo, un sector de la nobleza apoyó a otro rey, Agila II, que era dux de la Tarraconense. Agila II gobernó en el Nordeste (en el sur de Francia, en la actual Cataluña y en el valle del Ebro, es decir, las provincias visigodas de Iberia y Septimania, en parte equivalentes a las antiguas provincias romanas de Narbonense y Tarraconense) e incluso acuñó monedas propias. Puede que Agila II fuese ya antes, desde 708, rey asociado a Witiza, a cuyo clan parece que pertenecía (algunas fuentes lo citan como hijo suyo, aunque es poco probable).
El reino, pues, estaba en una situación de conflicto civil o, al menos, dividido con alguna suerte de acuerdo de reparto y asociación (como ya había ocurrido varias veces en el pasado). Y a los pocos meses de haber subido Rodrigo al trono, en una situación no unánime y vulnerable, se produjo la invasión.

## Fases de la conquista

### Conquista militar del sur de la península
Según algunas fuentes, Musa ibn Nusayr, gobernador de Ifriqiya, dependiente del walí de Egipto, ordenó a su lugarteniente, Táriq ibn Ziyad, que iniciase la conquista. Táriq era bereber, ligado por una relación de clientela con una tribu musulmana, y liberto de Musa. Sin embargo, otras fuentes conjeturan que Musa no conocía los planes de Táriq, que este actuó por su cuenta y que Musa solo vino en su apoyo tras conocer su victoria.
Sea cumpliendo órdenes o por propia iniciativa, Táriq ibn Ziyad desembarcó a principios del año 711, con el inicio de la primavera, en la bahía de Algeciras (llamada entonces Iulia Traducta), con un ejército de unos 7000 hombres fundamentalmente bereberes (solo recientemente sometidos), e incluso cristianos del norte de África (las fuentes musulmanas hablan de entre 1700 y 12 000 hombres, considerando 7000 hombres una cifra intermedia y bastante repetida en la historiografía). Táriq se asentó en el peñón de Gibraltar (nombre que deriva de este conquistador, Ŷebel at-Tariq, 'Montaña de Táriq'), bien protegida por su altura, mientras iba recibiendo su ejército en sucesivos desembarcos. Desde allí comenzó a saquear zonas y ciudades de la baja Andalucía.
Táriq aprovechó militarmente que el dux de la Bética estuviese con Rodrigo en una campaña en el norte, al parecer contra los vascones. El rey solía llevar a los condes del reino con él a sus campañas por una doble razón: porque necesitaba de sus recursos humanos para reunir un ejército y para evitar su sublevación mientras él realizaba una campaña militar en otras tierras. En años anteriores hubo varias incursiones militares musulmanas contra algunas ciudades del sur, que habían sido rechazadas o que se habían retirado al poco tiempo, tras obtener suficiente botín. Por ello, esta incursión de Tariq no despertó inicialmente una gran preocupación.
Además, de acuerdo con las leyes para tiempo de guerra promulgadas por Wamba y retocadas por su sucesor Ervigio, todos los súbditos residentes en un perímetro de cien millas alrededor de la zona donde hubiese surgido el peligro tenían la obligación de tomar las armas, sin necesidad de especial convocatoria, ante la sola noticia de la existencia del mismo; aunque, a pesar de las duras sanciones previstas, esto no siempre se cumplía. Pero está claro que los nobles terratenientes de la zona tendrían interés en defender sus propiedades y cosechas, y que el conde de cada territorio tenía como una de sus funciones la defensa del mismo.

### Batalla de Guadalete 711-726
Tras ver que las fuerzas locales del sur de la península no podían con Tariq, y que este no se retiraba como había ocurrido en anteriores ataques musulmanes, Rodrigo acudió contra él.[cita requerida] Rodrigo también retrasó su reacción porque se encontraba en plena lucha por las tierras del norte. En ese momento estaba sitiando la ciudad de Pamplona, cuyas murallas habían sido restauradas no hacía mucho por el rey visigodo Wamba. Esta ciudad o bien había caído en poder de los vascones o bien estaba en manos de nobles witizanos leales a Agila II. Rodrigo, en todo caso, partió hacia Toledo sin haberla recuperado. Cuando las tropas comandadas por Rodrigo entraron en contacto con las de Táriq ya habían pasado varios meses desde su llegada al sur. Durante ese tiempo, Táriq ibn Ziyad había obtenido el refuerzo de cinco mil bereberes más.

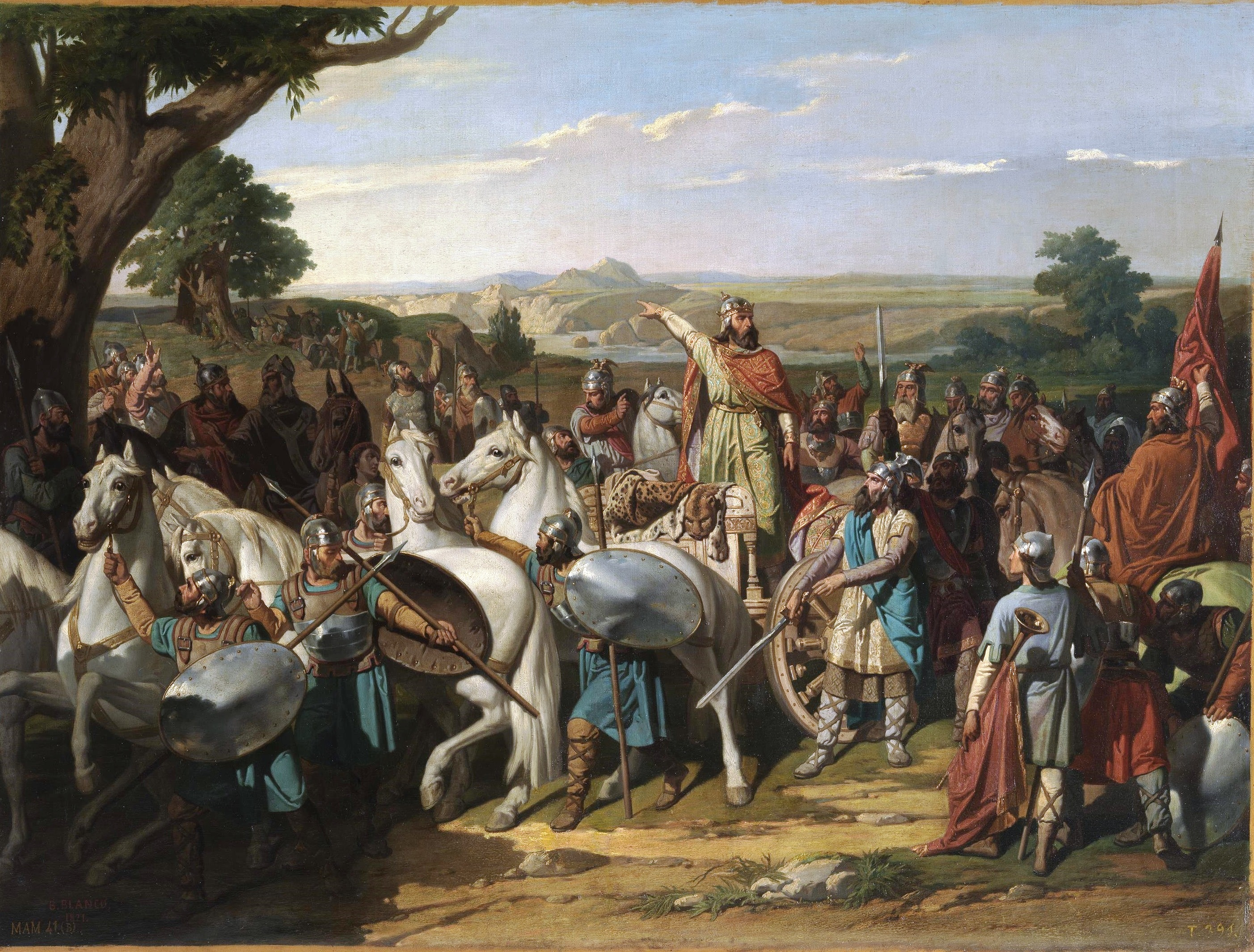
El rey Don Rodrigo arengando a sus tropas en la batalla de Guadalete, de Bernardo Blanco. 1871. (Museo del Prado, Madrid).

Otro aspecto a tener en cuenta es el de que organizar un ejército no era fácil en los últimos tiempos del reino visigodo. Ello se debía a que la pérdida de propiedades del Patrimonio de la Corona, de donde se obtenía el reclutamiento de los siervos que atendían tales propiedades, hizo que el rey tuviese un ejército propio muy menguado y dependiera en gran medida de los efectivos aportados por los nobles. Aunque había leyes que penaban y multaban fuertemente a quienes no acudían a apoyar al rey, muchos nobles preferían mantener las labores agrícolas, fuente de sus ingresos. Si a ello unimos el problema de Agila II en el nordeste y la división nobiliaria en su propio bando, el resultado fue que, además de presentarse tarde, el ejército de Rodrigo no debía de ser muy numeroso. Este ejército además de reducido estaba dividido, y surgieron desacuerdos que motivaron luchas internas y deserciones. Parece muy probable que, incluso, Táriq recibiera en el transcurso de la batalla apoyo de nobles witizanos que acompañaban al rey.

La consecuencia de todo ello fue que Rodrigo resultó derrotado en la batalla del río Guadalete (aunque algunos historiadores la sitúan más al sur, en los ríos Salado o Barbate, o junto al lago de la Janda, o incluso junto al río Guadarranque). Fuera el lugar que fuera, la batalla se libró a finales de julio de 711, precedida de diversos tanteos y escarceos durante varios días, muriendo en ella o inmediatamente después el propio rey Rodrigo. Los nobles que permanecieron con el rey y sus opositores witizanos murieron también en su mayoría.

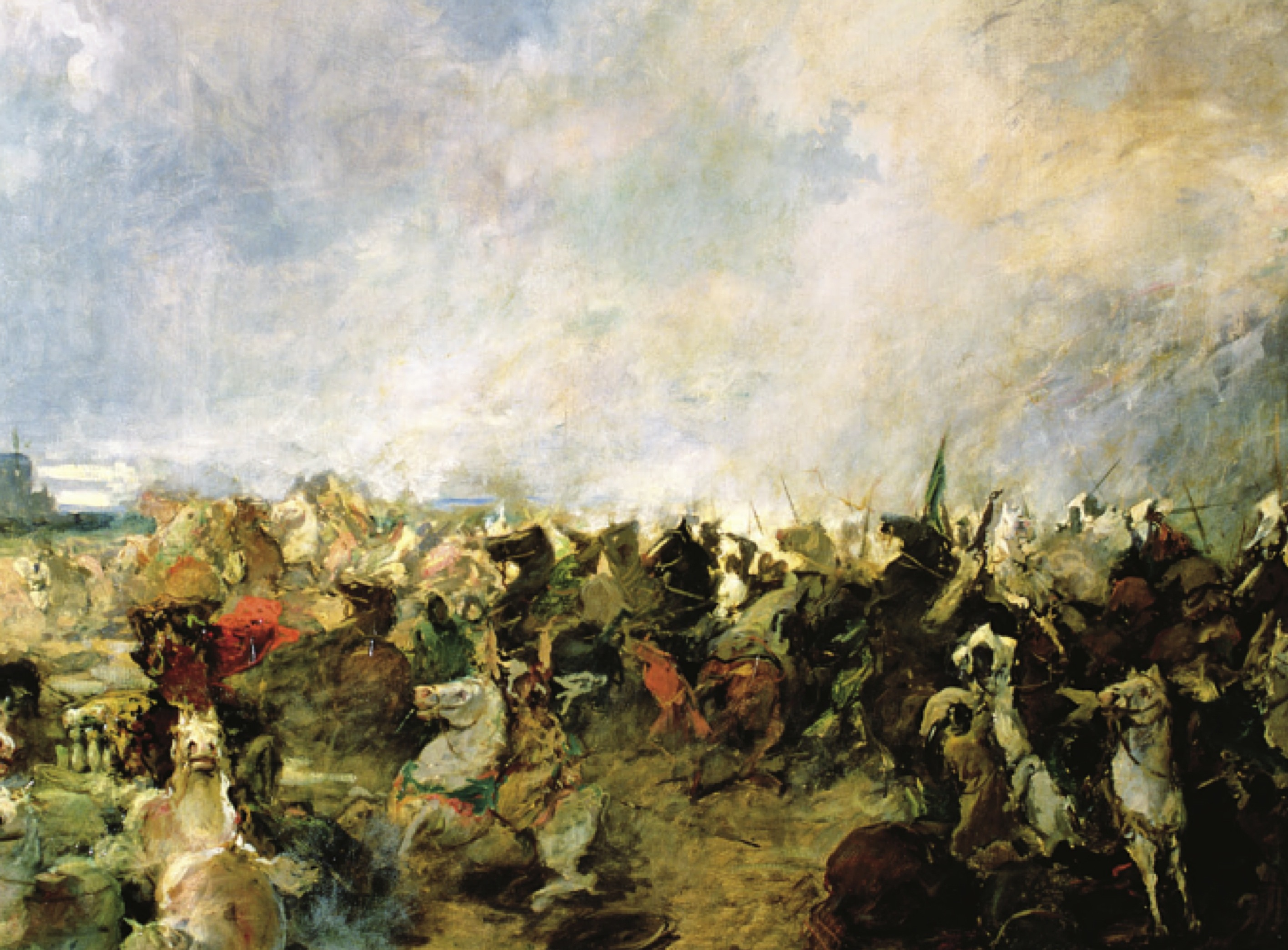
La batalla de Guadalete, de Salvador Martínez Cubells. (Real Academia de Bellas Artes de San Fernando, Madrid)

Táriq se hizo con un gran botín, pues Rodrigo viajaba con un gran lujo, dado el fasto y lo rico del ajuar que utilizaban los reyes visigodos desde Leovigildo, imitando la pompa y riqueza de la corte de los emperadores bizantinos.
A la muerte de Rodrigo, un sector de la nobleza eligió a Oppas, hijo del rey Egica y hermano de Witiza, si bien nunca fue aceptado mayoritariamente ni, al parecer, coronado como tal. Hubo enfrentamientos entre los propios visigodos, con los leales a Agila II y con otros nobles no witizanos que se negaban a aceptar al nuevo rey. Oppas pudo contar inicialmente con la permisividad o apoyo de las fuerzas musulmanas, pero en todo caso acabó por enfrentarse a ellos.
Tras haber asentado Táriq una pequeña cabeza de puente en el sur, Musa ben Nusayr, gobernador de Ifriquiya, llegó a Hispania en ese mismo año. Desembarcó con otro ejército, de unos 18 000 hombres, en la ciudad de Cádiz, ya bajo control musulmán.
Las fuerzas musulmanas, así reforzadas, conquistaron fácilmente, casi sin resistencia, Medina Sidonia. Después se dirigieron a sitiar Sevilla, pero esta última solo cayó tras un mes largo de asedio. Sevilla era importante, pues esta ciudad era la capital de la provincia visigoda de Bética y de esta forma se evitaba una acción coordinada desde esa zona. Así queda completada la acción inicial de la conquista, asentando un territorio propio mínimo desde el que poder iniciar un proceso más amplio.

### Conquista del tercio meridional

Guerreros musulmanes representados en el manuscrito musulmán de la Maqamat Al-Hariri مقامات الحريري, aprox. del. Yahya ibn Mahmud al-Wasiti

Una vez conquistada, Sevilla se convirtió en la base de las operaciones militares. Desde esta ciudad salieron dos ejércitos, que empezaron a operar por separado en la península: uno se dirigió hacia Córdoba, capital de la provincia visigoda de la Bética, y otro hacia Mérida, capital de la provincia de Lusitania. Se trataba de rendir cuanto antes los centros de poder administrativo y militar visigodos (ya se ha explicado antes la fuerza militar que organizaba cada provincia), de forma que no pudiera haber una respuesta coordinada y contundente de estos.
Además, Musa, muy bien informado y aconsejado, pretendía llegar cuanto antes a Toledo, capital del fuertemente centralizado reino visigodo, y era importante eliminar pronto los obstáculos para dirigirse hacia Toledo lo más rápidamente posible. Para ello, utilizaron el trazado de las calzadas romanas, lo que facilitaba su traslado y la sumisión, por la fuerza o por rendición, de las ciudades que se encontraban en su trayecto.
Táriq avanzó por el Guadalquivir, y cerca de Écija tuvo lugar una nueva batalla en campo abierto, dada por los restos del ejército real y refuerzos de la provincia Bética, que se habían podido reorganizar gracias al mes que duró la resistencia de Sevilla. Los musulmanes vencieron de nuevo, la ciudad de Écija también se les rindió y siguieron rápidamente para tomar Córdoba por sorpresa (excepto la ciudadela, cuyos defensores fueron asesinados en su totalidad por los musulmanes tras ser rendida por el conde visigodo de la ciudad). Luego continuaron para tomar, ya casi sin resistencia tras la caída de la capital de la provincia, otras ciudades de Andalucía Oriental, como Málaga y Granada en el sur o Martos, Jaén y Baeza en el norte.
Mientras, Musa se dirigió hacia Mérida, utilizando la calzada que desde Sevilla iba hacia esa ciudad y luego seguía hasta Toledo, discurriendo por Cáceres y Talavera la Vieja. Pero Mérida se resistió fuertemente, abastecida por su puerto fluvial y agrupando el ejército provincial en el interior de sus imponentes y fuertes murallas. Para no retrasarse, Musa tuvo que dejar allí un contingente de asedio mientras él continuaba con el grueso del ejército hacia su objetivo.
Musa continuó por la calzada romana, conquistando Cáceres y Talavera la Vieja, hasta llegar a Toledo. Allí Táriq se unió al ejército de Musa. Para ello Táriq había seguido la calzada romana que iba desde Linares, ciudad ya controlada por los musulmanes, pasando por Despeñaperros y Consuegra (Consabura), hasta Toledo; dejando algunos contingentes en el sur.

### Conquista del centro peninsular

Sucesivas campañas durante la conquista de la península ibérica desde el 711 hasta la batalla de Poitiers, el final del avance de los árabes en el Norte.

Toledo fue conquistada por Musa, casi sin resistencia, antes de acabar el año 711; haciendo huir al nuevo rey, Oppas, que quizás murió pronto o que, al menos, ya no volvió a ejercer como tal, y ejecutando a cuantos nobles había en la ciudad; aunque muchos de ellos, como el propio Arzobispo, huyeron antes de que fuera sitiada. Abandonada de antemano por quienes podían haberla defendido, la tímida resistencia que pudo oponer la ciudad fue rápidamente vencida.
La caída de Toledo buscaba un efecto psicológico, que sin duda tuvo, y un efecto político, pues la gran centralización del reino visigodo impidió una respuesta coordinada frente a las fuerzas musulmanas. Salvo el nordeste, bajo el control del rey visigodo Agila II, el resto de las zonas solo pudieron oponer una resistencia aislada, sin coordinación entre sí, dirigida por la aristocracia local de cada territorio. Además, conseguir Toledo permitió a los conquistadores hacerse con el grueso del riquísimo Tesoro Real visigodo (fruto, entre otros, del saqueo de Roma y de la conquista del reino suevo), que era el más importante de los tesoros reales del Occidente Germánico. Esto tenía a la vez un efecto de restar poder económico a la resistencia y de golpe psicológico a la misma, pues era la primera vez que dicho tesoro resultaba capturado.
Los nobles que lograron escapar, con todas las riquezas que pudieron reunir, huyeron hacia el norte. Unos reforzaron al rey Agila II, en el nordeste (como el propio Arzobispo de Toledo, Sinderedo), y otros se dirigieron hacia las plazas fuertes cercanas a la zona gallega.
Musa decidió acabar en Toledo el invierno. Con la llegada de la primavera, el ejército musulmán avanzó por la calzada romana que unía Toledo con las ciudades de Alcalá de Henares, Guadalajara, Sigüenza y Medinaceli, ocupándolas, y volvieron a dividirse a partir de esta última ciudad.

### Conquista del norte

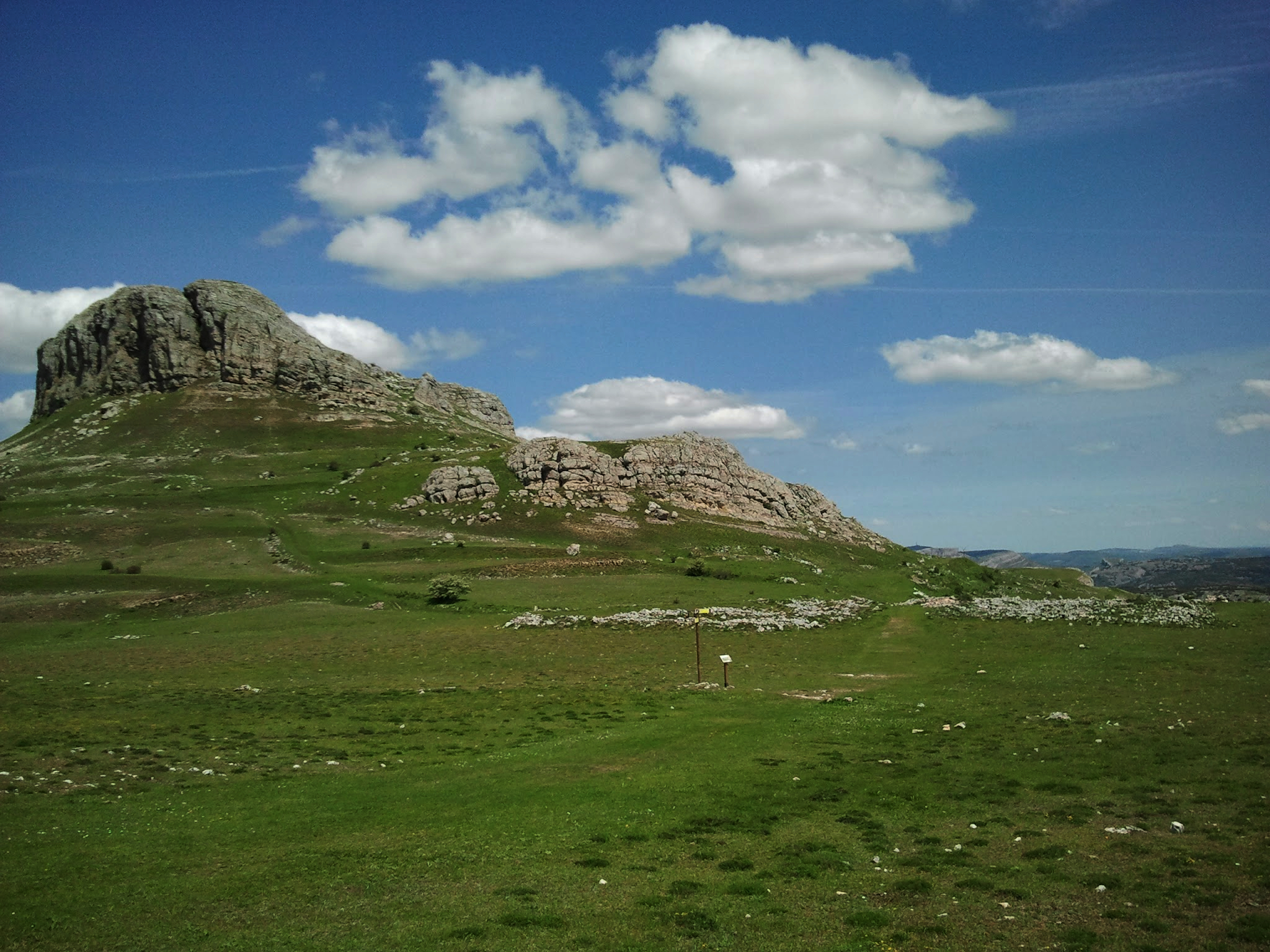
Peña Amaya, capital del Ducado de Cantabria, en la ahora provincia de Burgos. En primer plano a la derecha, los restos arqueológicos del poblado altomedieval de Amaya. La fortaleza se situaría al fondo, en lo alto del promontorio de El Castillo.

Musa atacó el noroeste, menos organizado que la zona controlada por el rey visigodo Agila II. En su campaña ocupó los centros administrativos y plazas fuertes de Clunia, Amaya, León y Astorga, donde estableció guarniciones militares. Allí hizo miles de prisioneros, entre ellos bastantes nobles, apoderándose también de las riquezas que habían llevado consigo.
Táriq, mientras, se dirigió hacia el nordeste, pasando por Calatayud y llegando hasta Zaragoza, ciudad que incendió en parte, matando incluso a los niños y crucificando a los hombres por no habérsele rendido, mientras las mujeres eran esclavizadas.[cita requerida] Sin embargo, esto último puede ser una leyenda: en todo Aragón, sólo consta una mínima resistencia en Huesca; Zaragoza se habría sometido mediante pacto o tras breve asedio. En el registro arqueológico no se observan rastros de violencia o destrucción significativos, sino una continuidad.
Desde allí, Táriq avanzó hacia el oeste, siguiendo la vía romana de Zaragoza a Astorga, y sometiendo el curso medio y alto del río Ebro. En esa zona aceptó un pacto de sumisión con el conde de la familia Casius (Casio), de nombre Fortún, en la zona de Tarazona, puede que similar al suscrito después con el conde Teodomiro en el sureste. Este Fortún era el heredero de una rica familia hispanorromana, los Casio, terratenientes desde hacía siglos en la ribera media del Ebro. Él y su familia se islamizaron, como luego veremos que ocurrió con otras familias nobles, y llegó a formar la dinastía de los Banu-Qasi (literalmente, los hijos de Casio), que varios siglos más tarde fueron reyes de la taifa de aquella zona.
Continuando su trayecto, Táriq llegó, pasando por Amaya, hasta Astorga, capital de la provincia visigoda Asturiensis o Autrigonia, donde de nuevo unió sus fuerzas con Musa, y llegaron juntos hasta Lugo, en la provincia de Gallaecia o Galecia, ciudad fuertemente amurallada que fue sometida. En aquella zona recibió pacto de sumisión de diversas ciudades de ambas provincias visigodas, entre las que cabe destacar a Gijón (ciudad fundada por los romanos), en la misma costa de Asturias.
Con la toma de Lugo, los musulmanes se habían apoderado ya no solo de la capital del reino visigodo, sino también de la cabeza administrativa de más de la mitad de las provincias visigodas, excepto las ciudades de Tarragona y Narbona, y la aún sitiada Mérida.
Antes de llegar a Lugo, Musa había recibido una orden del califa para ir a Damasco. Desde Lugo, Musa se dirigió otra vez a Toledo, pero esta vez por Salamanca, sometiendo igualmente las poblaciones a su paso.
Sin embargo, muchas regiones y ciudades aún no reconocían su dominio, estando bajo el control de nobles o de otras autoridades locales que capitaneaban la resistencia. Entre ellas destacaba Mérida, la segunda ciudad, por entonces, del país por población y riqueza. Mérida llevaba muchos meses resistiendo (casi un año), abastecida por su puerto fluvial y protegida por una fuerte muralla, restaurada por los visigodos y que causó admiración a los conquistadores musulmanes.
Fue Abd-el-Aziz, hijo de Musa, quien, aún bajo el gobierno de su padre, acabó el asedio de esta ciudad, que se rindió a él el 30 de junio de 712. El convenio de capitulación (llamado por los musulmanes sulh) respetaba la vida y bienes de los emeritenses, permitiéndoles celebrar sus cultos, mientras que los musulmanes se apropiaban de los bienes de todas las iglesias y de quienes hubiesen huido.

### Capitulaciones de ciudades mediante pactos
La mayoría de las ciudades y regiones se rindieron a los musulmanes por capitulación (sulh), como ocurrirá en general en los siguientes años de la conquista. Estos pactos fueron muy diversos, dependiendo de las circunstancias, pues algunos incluían el respeto del gobierno local, la conservación de algunos bienes y un mínimo grado de tolerancia religiosa (tipo ’ahd, como luego veremos algún ejemplo) y otros eran más similares al modelo de Mérida, con sumisión seguida por la entrega de bienes. Estos acuerdos se extendieron también a los magnates que, aún sin el título de conde, gobernaban de hecho sobre extensos territorios en los que no había ninguna ciudad importante, manteniéndolos en sus propiedades a cambio de su lealtad.
En algunos casos, los hombres y jóvenes que se libraban de la muerte trabajaban como esclavos en sus antiguas tierras, cultivadas ahora en provecho de sus nuevos señores.
Los conquistadores también se reforzaron ofreciendo la libertad a los esclavos que se convertían al islam. Estos, sin embargo, debían jurar fidelidad al clan tribal del jefe militar que los liberaba, e integrarse en su ejército. Musa no estableció ninguna modificación en los impuestos, los cuales seguirían recaudándose en igual forma que hasta entonces, pero su importe lo recibía el wali musulmán de Hispania (este era el título que utilizaba Musa). Con Musa, la legislación antijudía desapareció,lo que también le granjeó el apoyo de esa comunidad.

### Regreso de Musa a Damasco
Musa estuvo unos quince meses en Iberia, hasta que partió hacia Damasco, a finales de 712, llamado por el califa Walid I para rendir cuentas. Antes, y tras la caída de Mérida, aún tuvo que mandar a su hijo Abd-el-Aziz a tomar por segunda vez Sevilla, ciudad que se había sublevado, lo que muestra lo endeble de la posición de los conquistadores.
Musa viajó con parte del riquísimo Tesoro Real visigodo y otro botín, así como con algunos nobles visigodos, y se llevó consigo también a su liberto Táriq. En Damasco cayó en desgracia con el siguiente califa, Suleimán I, por la forma en que repartió el botín, y fue condenado a muerte mediante crucifixión por un delito de malversación de fondos —delito en el que era reincidente—. Dicha pena se le conmutó por el pago de una fuerte multa. Musa murió asesinado en una mezquita de Damasco en el año 716. Táriq murió en la miseria.

## Consolidación de la conquista

Expansión del califato omeya.

#### El gobierno de Abd el-Aziz ibn Musa
Musa dejó al frente del ejército en Iberia a su hijo Abdelaziz, quien tras reconquistar a la sublevada Sevilla, permaneció en ella y la convirtió en la primera capital de Al-Ándalus, actuando desde ella como wali. Con él se quedó el grueso del botín. Aunque una parte estaba destinada a cubrir los gastos de la administración y de la guerra, la mayoría se mantenía para su reparto entre las tropas cuando se licenciasen al final de la campaña, con reserva de un quinto (llamado jums) para el califa. Este reparto, a causa de lo lento de la conquista, aún tardó varios años.
Mientras, el rey visigodo Agila II, tras haber resistido la fuerte acometida de Táriq, mantenía el control de la actual Cataluña, más algunas zonas adyacentes y la provincia goda de Septimania. El propio Arzobispo de Toledo, Sinderedo, que como ya dijimos abandonó la capital, se unió a él para reforzar su autoridad como heredero de Rodrigo, por el sentido simbólico legitimador que su presencia y apoyo tenía para la monarquía visigoda.
Agila II ejercía su dominio en una zona muy compacta geográficamente y de reducido tamaño, lo que facilitaba su defensa. Además, eran dos provincias visigodas (parte de Iberia y Septimania) con una urbanización y con una demografía superiores a la media del territorio visigodo; demografía que se vio reforzada con la emigración de quienes huían de las acciones guerreras procedentes de otras zonas de la península.
Abd el-Aziz, con el fin de dotarse de mayores medios económicos para continuar las campañas, estableció un sistema de impuestos por capitación (gizya), o pago fijo anual por persona, aplicable sólo a los no musulmanes, que era utilizado en todos los países conquistados por los musulmanes. De esta manera, además de forzar las conversiones de cristianos al islam, pretendía obtener una capacidad financiera propia para continuar la conquista sin necesidad de recurrir al botín y al pillaje.
Abd el-Aziz también se dedicó a eliminar los focos de resistencia existentes en el centro y sur de la península, tanto en centros urbanos como en las zonas montañosas, con el fin de asentar su control en el extenso territorio que ya había conquistado, y evitar situaciones de peligro en su retaguardia. Así, durante el año 713 avanzó por la Bética oriental, sometiendo de nuevo Málaga y Granada, que se habían sublevado, y siguiendo por Guadix hasta llegar a Lorca y Orihuela, en el sureste peninsular.
Para extender el control musulmán en la península, y dado lo limitado de sus fuerzas militares, Abd el-Aziz, además del recurso de la fuerza, estableció también acuerdos y alianzas en determinadas regiones con los nobles visigodos. Aunque estos acuerdos, en general, no se respetaron por los musulmanes mucho tiempo, sirvieron para posibilitar y facilitar la conquista, que de otro modo habría sido aún más larga y costosa.
Así, por ejemplo, el 5 de abril de 713, firmó un acuerdo con el conde Teodomiro, gobernador de Orihuela y de una extensa demarcación a su alrededor. El tratado suscrito fue del tipo que los musulmanes llaman ‘ahd, que no solo respetaba los bienes (como el ya citado de tipo sulh), sino que otorgaba una más o menos extensa autonomía de gobierno. Este Teodomiro era un noble con fama de culto y con prestigio de buen guerrero, que había rechazado un intento de invasión bizantina (quizás la flota que huyó de Cartago tras su conquista por los musulmanes) en las costas de Cartagena en tiempos del rey Egica, anterior a Witiza.
En el acuerdo antes citado, siete ciudades, de las cuales hoy solo son reconocibles por su nombre Orihuela, Alicante, Elche, Mula, Villena y Lorca, mantenían sus propios señores y gobierno, no serían molestados en el ejercicio de su religión y no serían destruidas sus iglesias, algo que solía ocurrir durante la conquista musulmana. En Córdoba la iglesia principal, la iglesia de San Vicente, fue repartida en dos zonas, la mitad para prácticas del rito cristiano y la otra mitad para el musulmán. Esta medida fue revocada en tiempos de Abderramán 50 años después, cuando derribó la iglesia y empezó a erigir la gran mezquita de la ciudad.
A cambio de esa autonomía, los vencidos se sometían al dominio del Califa, jurando ser fieles y sinceros con el walí, y se comprometían a no dar apoyo a los rebeldes contra dicha ocupación, así como a pagar un tributo anual fijo por cada persona, libre o esclava, no musulmana (la gizya antes citada). Este tributo era parte en especie (trigo, cebada, mosto, vinagre, miel y aceite) y otra parte en metálico, consistente en un dinar (moneda de oro musulmán equivalente al «sueldo» visigodo) por persona libre. Por cada esclavo se estipulaba medio pago.
En Orihuela se estableció una guarnición musulmana y se enviaron destacamentos a diversas ciudades de la antigua provincia. Cartagena no formaba parte del enclave, sino que fue ocupada directamente por los musulmanes, dada la gran importancia estratégica de su puerto. Este enclave continuó su autogobierno con Teodomiro hasta el año 743, en que fue sucedido por su hijo Atanagildo; y de la riqueza de la zona se tiene noticia antes de 754. No obstante, el estatus de autonomía de que gozaron sus tierras fue suprimido antes de 780 bajo Abderramán I.
Desde esta zona del sureste, Abd el-Aziz se dirigió por la costa para controlar todo el Levante, sometiendo Valencia y Sagunto. Por el otro extremo, y partiendo también desde Sevilla, en la campaña del año 714, el propio Abd el-Aziz sometió Huelva, Faro, Beja, Évora, Santarem y Lisboa; y alcanzó un acuerdo de tipo ‘ahd en una amplia zona al norte de Coímbra con el conde godo Flavio Sisebuto, supuesto hijo segundo del rey Ervigio y por lo tanto hermano del rey Witiza, el cual quedó como gobernante de los cristianos de esa zona. Con ello, se consolidó también el dominio en la limítrofe Galicia, muy endeble hasta esa fecha. En ese mismo año murió el rey visigodo Agila II, que fue sucedido por Ardo; si bien algunos historiadores sitúan su muerte en el año 713 (puede que coincidiendo con la campaña musulmán de levante, antes citada).
Abd el-Aziz instaló la sede del gobierno omeya en Sevilla (tras su segunda conquista). Esto rompía la política tradicional de los árabes, que consistía, como ocurrió en Persia, Egipto o África del Norte, en degradar los anteriores centros de gobierno y gobernar desde un nuevo centro. Sin embargo, el escaso número de los musulmanes en la península ibérica y la continuidad de las acciones guerreras de conquista impidieron que, como en esos otros países, se pudiese construir una nueva ciudad para el gobierno.
Por ello, como alternativa a Toledo se optó por Sevilla, ciudad que había sido capital de provincia con los visigodos, y que incluso fue capital del reino godo por algún tiempo en el pasado. Esto cuadraba más con la política pactista de Abd el-Aziz. Pero había también razones estratégicas, propias de un tiempo de conquista, puesto que Sevilla era una ciudad cercana al mar y al estrecho y, por tanto, desde donde se podían recibir refuerzos más rápidamente.
Con estos acuerdos y el trabajo de desarrollar una administración estable, 715 fue un año sin campañas, en el que Abd el-Aziz se dedicó a asentar el poder de los conquistadores, sin arrebatar nuevas tierras el rey visigodo Ardo. Además, tras cuatro años de guerra era necesario recomponer el ejército y las finanzas, recoger todas las cosechas y permitir que se recuperaran tanto el país como las tropas invasoras. No salieron ejércitos en primavera para realizar nuevas conquistas, y Abd el-Aziz organizó otros planes igualmente efectivos.
Dentro de su política de asentar lo conquistado mediante alianzas y acuerdos, Abd el-Aziz contrajo matrimonio con Egilo (también citada en algunas fuentes como Egilona), viuda del rey Rodrigo, con quien tuvo un hijo, llamado Asim. Convertida al islam (aunque según sus críticos musulmanes, sólo en apariencia), cambió su nombre por el de Umm ‘Asim (madre de Asim).
Esto atrajo a otros nobles visigodos, que abandonaron así la resistencia. Algunos de ellos incluso se convirtieron al islam, para no tener que pagar impuestos por las propiedades que habían logrado conservar (de hecho, los nobles de ascendencia goda estaban también exentos de tributos en la época visigoda), y para mantener su estatus e influencia mediante nuevas relaciones de clientela política con los jefes de los conquistadores.

#### Asesinato de Abd el-Aziz ibn Musa y gobierno de Al-Hurr
Pero la boda antes citada de Abd el-Aziz, junto al apoyo que daban estos nobles visigodos al gobernador, y las acciones de este para reforzar su poder frente a los demás cargos de los conquistadores (como la asunción de varios ceremoniales y pompas regios), así como su creciente autonomía en la toma de decisiones frente al gobierno de Damasco, se interpretaron como un intento de rebelión contra el Califa.
Por ello, el jefe del ejército, Ziyad ben Nàbigha (casado él también con una noble visigoda), encabezó, junto al cuñado de Abd el-Aziz, Ayyub, una conjura contra el gobernador, acusándole de haberse hecho secretamente cristiano. Fruto de ella, y siguiendo órdenes directas del califa Suleimán I, Abd el-Aziz fue asesinado en el verano de 715 en la mezquita de Sevilla (anteriormente, iglesia de Santa Rufina, expropiada por los musulmanes), mientras estaba rezando; su cabeza fue enviada al Califa.
Es notable que en toda la extensión de las conquistas musulmanas, desde el Punjab hasta los Pirineos, sólo en Iberia se encuentra tal situación de rebeldía de un gobernador musulmán contra el Califa. Quizás la influencia visigoda, con su arraigo social y cultural y su fortaleza ideológica, haya influido, dadas las estrechas relaciones con la antigua aristocracia visigoda antes citadas. Aunque también ayudaba la separación geográfica. De hecho, sólo unos pocos años más tarde, la península ibérica fue la primera región del «imperio árabe» en romper totalmente[cita requerida] con la autoridad de los califas, formándose un emirato independiente.

Coras del emirato de Córdoba.

Los reinos de taifas en 1037.

Los reinos de taifas en 1080.

Tras los hechos antes citados, Ayyub quedó como gobernante interino durante seis meses, hasta la llegada del nuevo gobernador nombrado por el Walí de Ifriqiyya, hermano mayor del asesinado. Durante los seis meses que Ayyub dirigió las fuerzas del Califato Omeya no realizó ninguna nueva campaña, por lo que el año 715 fue de nuevo de relativa tranquilidad. El nuevo gobernador fue Al-Hurr (716–19), que llegó a la península con un ejército de refuerzo.
Al-Hurr era consciente de que la dominación musulmana era claramente precaria, pues los bereberes y árabes[cita requerida] eran un porcentaje muy pequeño de la población de Iberia, y la pacificación del territorio era aún superficial. De hecho, el rey visigodo Ardo había mantenido su poder en el nordeste peninsular. Por ello, antes de reiniciar el proceso de conquista de los territorios peninsulares, procedió a generalizar la instalación de guarniciones militares en las ciudades ya tomadas, excepto las sometidas mediante acuerdo.
Al-Hurr, para romper con su antecesor y estar más centrado en la península, trasladó la sede de su gobierno a Córdoba en el año 716, y estableció un nuevo impuesto especial (además de la gizya) que se cobraba como el anterior a los no musulmanes, aplicado también en otros países por los musulmanes: el harag. Consistía en un impuesto territorial, que obligaba a pagar un porcentaje de lo obtenido por trabajar la tierra.
Esto se unió con la devolución o asignación de las tierras ya pacificadas a nobles visigodos que les eran leales, puede que algunas pertenecientes al antiguo patrimonio de la corona. A muchos nobles, en su mayoría witizanos, se les reconocieron sus patrimonios, a veces incrementados con parte de los de sus antiguos oponentes. Así, incluso nobles como Olmundo y Ardabasto, hijos al parecer de Witiza, se retiraron a sus posesiones, leales ahora a los nuevos ocupantes de la península, con un cierto acuerdo de autonomía. Olmundo en la zona entre Sevilla y Mérida, y Ardabasto entre el norte de Córdoba y Jaén.
Esto se hizo no solo para asegurar su apoyo, y su colaboración en el control y la pacificación del reino visigodo, sino también con el fin de conseguir mayores ingresos para el fisco, tras la introducción del harag. Con este fuerte aumento de la presión fiscal obtuvo nuevos fondos para financiar las campañas militares y la administración de los conquistadores, además de reforzar la presión económica para conseguir más conversiones de cristianos al islam.
Fruto de estas medidas fue la acuñación de una nueva moneda, de oro como las visigodas, en árabe y latín, a fin de facilitar la vida económica después de tantos años de luchas y falta de gobierno centralizado, además de los serios problemas que había acarreado el intenso atesoramiento, normal en períodos de guerra.
Mientras tanto, como ya dijimos, el rey visigodo Ardo había sucedido a Agila II en el gobierno de Septimania y la actual Cataluña, reinando siete años, desde el año 714 al 720. Probablemente contaría con el apoyo de nobles de Aquitania, vinculados familiarmente en algunos casos con nobles godos o galo-romanos de la Septimania, o quizás temerosos de los nuevos invasores, y con mercenarios francos y sajones; como ya había ocurrido otras veces en el pasado, cuando aquella zona del reino visigodo se había rebelado contra el poder real.
Pero el nuevo gobernador musulmán, Al-Hurr ibn Abd ar-Rahman al-Thaqafi, reforzado con las medidas antes citadas, realizó sucesivas campañas, desde el otoño de 716 y en los dos años siguientes, contra este reducto visigodo. Desde Zaragoza atacó y sometió las ciudades de Huesca, Barbastro, Lérida, Tarragona, Barcelona y, finalmente, Gerona. La resistencia de Tarragona debió ser tenaz pues, tras su conquista, los musulmanes dieron muerte a toda la población que había sobrevivido al asedio, y destruyeron la ciudad, incluidas sus iglesias y numerosos monumentos.
Al-Hurr realizó también una campaña en el norte, después de una incursión de los vascones a la zona de Tudela, para tener la retaguardia bien cubierta en su guerra con el rey visigodo Ardo. Sobre el año 716 (o probablemente antes) los musulmanes consiguieron un acuerdo de capitulación con Pamplona, ciudad que se les rindió a cambio de mantener su autoridad local y cierta tolerancia religiosa. Esa autonomía sólo les duró hasta el año 732, en que Al-Gafiqi la sometió totalmente antes de partir hacia Poitiers.
Igualmente en ese año 717 el gobernador al-Hurr nombró un gobernador en la Astura Transalpina (actual Asturias), residente en Gijón, ciudad amurallada y que al ser costera estaba comunicada también por mar.

### Final del proceso de conquista
El califa Omar II, en 718, un año después del inicio de su reinado, estudió el abandono de las conquistas en Hispania. Aunque se desconocen los motivos exactos, estas dudas parece que tenían que ver porque la continuidad de las acciones bélicas proporcionaban escasos ingresos, pues se los comía el gasto de sostener un numeroso ejército; por lo lejano de las operaciones, con comunicaciones difíciles; y por la fragilidad aún existente de la conquista.
Un hecho importante para estas dudas del Califa fueron también los primeros enfrentamientos en la península entre los bereberes del norte de África, recién islamizados, y los árabes.[cita requerida] Los segundos veían a los primeros como musulmanes de segunda, y estos habían recibido una parte muy pequeña del botín. Los aproximadamente 35 000 soldados bereberes no se sentían bien pagados, y entre 716 y 718 hubo dos nuevas migraciones de bereberes hacia la península, lo que aumentó gravemente la tensión entre los dos pueblos. Finalmente, sin embargo, Omar II optó por continuar en la península ibérica y nombrar un nuevo gobernador, al-Samh ben Málik (718–721).
Este lo primero que hizo fue una especie de catastro o registro de ingresos imponibles, para clarificar las fuentes y capacidades del fisco y aumentar así su rendimiento. A continuación hizo una distribución del botín, que aún estaba pendiente de dividir. Este reparto del botín tenía un efecto político y psicológico, pues mostraba a las claras que la decisión tomada por Omar II de permanecer en la península era definitiva.
Con el reparto se asignaron propiedades y bienes a la hacienda pública, y se distribuyeron otras tierras entre los conquistadores, a fin de calmar sus enfrentamientos. Incluso parte de los terrenos correspondientes al Califa por jums fueron entregados en usufructo, por decisión de Omar II, a cambio de un pacto feudal. Con todo ello, se consiguió reducir la tensión entre los conquistadores bereberes y árabes.[cita requerida] Pero aun en esto se notó el diferente trato hacia los bereberes, que fueron asentados en las laderas de los sistemas cantábrico y central, y en las montañas andaluzas, mientras que los terrenos más fértiles del sur fueron para contingentes árabes[cita requerida], procedentes de Siria y Egipto.
Nada más hecho esto, continuó las acciones militares y llegó hasta Septimania en la primavera de 719. En el año 720, Perpiñán y Narbona fueron capturadas, matando a todos los hombres y esclavizando mujeres y niños; y estableciendo una guarnición permanente en esta última ciudad. En ese mismo año murió, quizás en alguna campaña, el último rey visigodo, Ardo.
Al-Samh continuó sus conquistas en el sur de la Galia, contra las pocas ciudades de la Septimania aún libres, atacando incluso ciudades de otros reinos que apoyaban a los visigodos, como Toulouse en 721. Allí fue derrotado y muerto por el duque Eudo (o Eudes) de Aquitania, que fue a socorrer dicha población.
El ejército musulmán eligió allí mismo como gobernador a Al-Gafiqi (721–722), que llevó como pudo los restos del ejército hasta Narbona, evitando el acoso desde la fortaleza de Carcasona, aún sin conquistar. El Walí de Ifriqiya, Bishr Ubn Safwan, lo ratificó provisionalmente, pero sólo ocupó su puesto durante un año, en que intentó recuperarse de la derrota, reorganizando el ejército y consolidando la administración del territorio recién conquistado. Al-Gafiqi, sin embargo, volvió a ser nombrado gobernador años más tarde, en el 730.
En el año 722 el Walí de Ifriqiya nombró finalmente un nuevo gobernador, Anbasa ibn Suhaym al-Kalbi, que no continuó las acciones militares hasta reforzarse internamente. Durante tres años solo se realizaron incursiones a pequeña escala bajo el mando de sus subordinados militares. Como anteriormente, el objetivo inicial fue aumentar sus ingresos. El califato llevaba ya muchos años gastando dinero, y reclamaba que estas campañas no solo se autofinanciasen, sino que reportasen nuevas sumas a la hacienda califal.
Para ello, Anbasa subió de forma importante los impuestos sobre la población no musulmana (las crónicas hablan incluso de que los duplicó). También reforzó su poder mediante un control más directo de las zonas que habían llegado a acuerdos con Abd el-Aziz: algunas vieron desaparecer su autonomía, y todas aumentaron de forma importante sus pagos fiscales a la hacienda musulmán.
Con todo esto, en el año 724 organizó un fuerte ejército. Aún quedaban sin conquistar algunas ciudades del reino visigodo, ahora dirigidas por la aristocracia local. Todas cayeron en esta campaña: comenzó con Carcasona, en 724, y acabó en Nimes, punto extremo del dominio visigodo en la Galia, en 725. Con ello se acababa la conquista del reino visigodo.
Pero ya antes (en una fecha incierta entre 718 y 722, aunque más probable esta última) había estallado la revuelta en Asturias contra los conquistadores, capitaneada por el noble astur Pelayo, que obtuvo una victoria en la denominada batalla de Covadonga. Lo más probable es que hubiera escaramuzas y pequeñas batallas en esos años, y la constante conflictividad interna de Al-Ándalus propició la consolidación de un movimiento insurreccional en la costa del Cantábrico. Hasta que en el 722, bajo el mandato de Anbasa, consiguieron hacer huir al gobernador musulmán de Asturias, con sede en la ciudad costera de Gijón, sin que volvieran a gobernar los musulmanes en esa zona, más o menos del tamaño y lindes de la actual Asturias. En la primera mitad del siglo se fue consolidando paulatinamente el reino de Asturias, al que seguirían más tarde la formación de otros núcleos en la zona oriental.

## Herencia cultural y lingüística árabe
Es importante destacar que el proceso de conquista no solo tuvo consecuencias políticas y económicas, sino que existió un fuerte impacto cultural y lingüístico. Diversas tecnologías fueron llevadas a la península por los musulmanes, además parte del pensamiento griego había sido asimilado por los musulmanes en Mesopotamia (de pensadores y traductores árabes cristianos) y lo reintrodujeron en Europa.
Aunque también hubo asimilaciones de la cultura y técnicas visigodas, como de la arquitectura visigoda, y muy especialmente el arco de herradura visigodo, que luego ellos fueron modificando con el tiempo. Y muchos escritos visigodos que recopilaban saberes romanos y griegos también fueron traducidos y tomados en cuenta.
La presencia de poblaciones musulmanas, iniciaron en el terreno lingüístico la progresiva, aunque lenta, arabización del Ándalus.[cita requerida]
Además de la toponimia y la influencia sobre el romance mozárabe, todas las lenguas romances de la península tomaron numerosos préstamos léxicos del árabe andalusí. Se calcula que en el español, el componente léxico árabe es el componente más numeroso tras el léxico de origen latino,[cita requerida] siendo unas 4 000 las formas léxicas (arabismos) usadas todavía en español moderno (almohada, algarabía...), muchas de ellas relacionadas con la agricultura (acequia, aljibe, algodón, alcohol) la guerra (adarga, alfanje, alfoz) el comercio (almádena, arroba, azumbre) y las matemáticas (algoritmo, álgebra) que tiene su origen en esta etapa y que se han ido consolidando a través de una evolución hasta nuestros días.
Más notoria aún es la influencia árabe en la toponimia de la península ibérica, e incluso en los apellidos antroponímicos derivados de topónimos musulmanes (Aznar, Alcázar, Alcolea, Alcántara, Alcocebre, Benicásim, Benalmádena, etc)

## Consecuencias culturales en Europa de la conquista del reino visigodo
Un efecto inesperado de la conquista del reino visigodo fue la huida hacia otros países europeos de gran número de nobles, religiosos y obispos visigodos, muchos de ellos eruditos. Con ellos se llevaron buen número de libros clásicos, romanos y griegos, que estaban en la antigua Hispania y que habían sido conservados o copiados por los visigodos; y otros que habían sido traídos por monjes cristianos desde el norte de África, huidos por la conquista árabe.[cita requerida]
Y, junto a ellos, se llevaron otras obras visigodas, como las Etimologías de San Isidoro, obispo de Sevilla, obra monumental que recopilaba buena parte del saber de entonces, y que fue para esa época y los primeros siglos de la Edad Media como La Enciclopedia en la Ilustración.
Por ello, algunos autores destacan el importante papel de los emigrados visigodos en el denominado renacimiento carolingio del siglo VIII.

## Bereberes
Los elementos bereberes que participaron durante los primeros años en la dominación de la península ibérica pertenecían en su gran mayoría al grupo de los al-Butr —tribus norteafricanas que se resistieron a la romanización, tanto romana como bizantina, con indudables prácticas paganas o conversos al judaísmo—, en contraposición al tronco de los Baranis, tribus más romanizadas y cristianizadas, asentadas en los núcleos urbanos costeros. Ambos grupos se extenderían desde la actual Túnez hasta las costas atlánticas de Marruecos.

## Debate historiográfico
Alrededor de la conquista musulmana existe un cierto debate historiográfico, en el que se han confrontado diversas lecturas del proceso. Este deriva de las inconsistencias generadas por información procedente de las principales fuentes disponibles, entre las cuales se encuentran:
- El Tratado de Teodomiro, que habría sido redactado el 5 de abril del 713, pero del que sólo queda una copia inserta en Para satisfacer el deseo de aquel que realiza investigaciones acerca de la historia de los hombres del Andaluz de Adh-Dhabbi, muerto en 1203.
- La Crónica bizantina-arábiga (743-744), redactada por un autor anónimo aunque probablemente mozárabe pocas décadas después de la conquista musulmana.
- El Tempore belli es un canto litúrgico visigodo del siglo VIII, compuesto poco después de la Batalla de Guadalete (711), en el mismo, se describe la invasión y conquista realizada por los musulmanes. Esta se habría llevada a cabo con gran violencia, describiéndose matanzas, saqueos, violaciones y esclavizaciones.[12]
- Crónica de Alfonso III (883).
- Una crónica latina anónima, conocida antigua y erróneamente como Crónica de Isidoro Pacense o Crónica mozárabe y a la que E. A. Thompson denomina Crónica del 754 por terminar su narración en el año 754. Mientras algunos historiadores la datan en ese año, otro la retrasan hasta finales del siglo IX o principios del siglo X. En cualquier caso, y, en palabras de E.A. Thompson en su fundamental Los godos en España (1969), «por muy poco digna de fiar que su parte narrativa sea, no puede ser ignorada». No obstante, otros (Roger Collins) la consideran la principal fuente de información sobre la conquista peninsular, la única contemporánea y la más fidedigna.
- Crónica albeldense o emilianense (976) de Vigila, cuya primera parte habría sido redactada por Dulcidius en el siglo IX.
- Crónica del moro Rasis, es decir, de Ahmad ibn Muhammad al-Razi.
- Crónica de Ibn al-Qutiyya (finales del siglo X o principios del siglo XI).
- Ajbar Machmua (hacia 1007).

Las interpretaciones más fieles a estos relatos han sido criticadas por algunos historiadores como Thomas F. Glick, quien en su trabajo «Cristianos y musulmanes en la España Medieval» (1991), ponía en duda gran parte del relato.
Por su parte, Ignacio Olagüe en «La revolución islámica en Occidente» (1974) sostuvo que la invasión del siglo VIII fue un mito, tesis compartida por Emilio González Ferrín, de la Universidad de Sevilla, en su «Historia general de Al-Andalus» (2007). Las hipótesis de Olagüe no cuentan con ningún apoyo significativo en la historiografía actual; ya en 1974, Pierre Guichard señalaba la paradoja de negar la conquista musulmana y afirmar la «orientalización». La obra de Olagüe ha sido calificada de «historia ficción» y rechazada en círculos académicos. Para el historiador Eduardo Manzano Moreno:

Lo más sorprendente de la tesis de Olagüe no es lo descabellada y disparatada que resulta. Teorías históricas absurdas y peregrinas producidas por aficionados, publicistas o, incluso, historiadores académicos se cuentan por decenas o centenares. Normalmente, suelen ser olvidadas con la misma rapidez con la que provocan un cierto revuelo inicial. En cambio, la idea de que los musulmanes no invadieron realmente Hispania, aunque no despertó excesivo eco en su momento, parece estar recibiendo en los últimos tiempos una renovada atención. A ello ha contribuido en parte su difusión y discusión en ciertos de foros de Internet, donde es bien conocida la preferencia que algunos de sus cultivadores manifiestan por todo cuanto tenga que ver tanto con teorías conspirativas, como con aquello que ponga en cuestión el conocimiento adquirido.

Para la filóloga Anne Cenname: "Ver la islamización de al-Ándalus como resultado principalmente de una invasión árabe y de un dominio árabe parece poco adecuado para entender la complejidad de la paulatina conversión a la fe islámica y apropiación de la lengua y el alfabeto árabe y la amplia gama de manifestaciones culturales de raíz árabe en gran parte de la península ibérica. La idea de la invasión y el dominio como principales causas de estos profundos cambios culturales no parece coincidir bien con las realidades históricas, mucho más complejas. El dominio árabe se basa en gran medida en pactos entre la élite visigoda y una muy reducida élite árabe, y dura apenas 45 años. La islamización de al-Ándalus se debe, más que a la invasión y al dominio, a una compleja red de influencias entre las cuales destacan, por lo menos, las mercantiles, políticas y culturales. Sin embargo, la simplificación de la narrativa, para encuadrarla dentro del marco de nuestro tablero de ajedrez, requiere que la islamización se entiende como una invasión o conquista que justifica e invita a una reconquista del territorio".